# Cross Game
Cross Game (クロスゲーム, Kurosu Gēmu) est une série de shōnen manga de Mitsuru Adachi. Elle a été prépubliée entre mai 2005 et février 2010 dans le magazine Weekly Shōnen Sunday de Shōgakukan puis compilée en dix-sept volumes du 2 septembre 2005 au 16 avril 2010. La version française est éditée en intégralité par Tonkam.
Le manga a été adapté en une série télévisée animée produite par SynergySP diffusée sur la chaine de télévision japonaise TV Tokyo du 5 avril 2009 au 28 mars 2010.

## Synopsis
Cette série raconte l'histoire de Kō (le personnage principal) et des quatre filles de la famille Tsukishima à la façon Adachi.
Quand l'histoire débute, Kō est tout juste en CM2, comme son amie Wakaba Tsukishima. Cette jeune fille et Kō sont nés le même jour, dans le même hôpital.
L'histoire commence comme une comédie montrant la relation entre Kō et les quatre sœurs : dans l'ordre, l'ainée Ichiyō en première année de lycée, ensuite vient Wakaba en CM2, suivie de Aoba en CM1 et enfin Momiji en maternelle.

## Manga
La série, écrite et dessinée par Mitsuru Adachi, a été prépubliée dans le magazine Weekly Shōnen Sunday entre le 11 mai 2005 (numéro 22/23) et le 17 février 2010 (numéro 12),. Le premier volume relié est sorti le 2 septembre 2005 et le dix-septième et dernier le 16 avril 2010. La série est divisée en trois parties. Une pause a eu lieu entre octobre 2008 et mars 2009, entre les deuxième et troisième parties.
La version française est éditée en intégralité par Tonkam. La série est aussi sous licence en Amérique du Nord par VIZ Media, en Italie par Flashbook Editore, en Corée du Sud par Daiwon C.I., à Hong Kong par Jonesky, à Taiwan par Chingwin Publishing Group, en Indonésie par Elex Media Komputindo, en Thaïlande par Vibulkij Publishing.

### Liste des volumes
| no | Japonais          | Japonais          | Français         | Français          |
| no | Date de sortie    | ISBN              | Date de sortie   | ISBN              |
| --- | ----------------- | ----------------- | ---------------- | ----------------- |
| 1 | 2 septembre 2005  | 4-09-127351-3     | 21 mars 2007     | 978-2-84-580831-7 |
| Partie 1 : 若葉の季節 (Wakaba no Kisetsu)Liste des chapitres : - Chapitre 1 : 四葉のクローバー (Yotsuba no Kurōbā) - Chapitre 2 : 3歳から (Sansai kara) - Chapitre 3 : 構えろ (Kamaero) - Chapitre 4 : 何描いたんだ? (Nani Egaita n'da?) - Chapitre 5 : ギリギリセーフ (Girigiri Sēfu) - Chapitre 6 : キャイン! (Kyain!) - Chapitre 7 : ニャロ! (Nyaro!) - Chapitre 8 : 花火 (Hanabi) - Chapitre 9 : 夕方って言ってた (Yūgata 'tte Itte "ta") - Chapitre 10 : かんたんな事なんだ (Kantan na Koto Nanda)                                                                    |                   |                   |                  |                   |
| 2 | 15 décembre 2005  | 978-4-09-127352-9 | 25 juillet 2007  | 978-2-84-580832-4 |
| Partie 2 : 青葉の季節 (Aoba no Kisetsu)Liste des chapitres : - Chapitre 1 : ヒマだよ (Hima Da yo) - Chapitre 2 : ただの日課だよ (Tada no Nikka Da yo) - Chapitre 3 : 大っ嫌い! (Daikkirai!) - Chapitre 4 : ピッチャー交代! (Pitchā Kōdai!) - Chapitre 5 : ちゃんと? (Chanto) - Chapitre 6 : ゲスだ (Gesu Da) - Chapitre 7 : お手柄中学生 (Otegara Chūgakusei) - Chapitre 8 : 何者? (Nanimono?) - Chapitre 9 : 秘密兵器 (Himitsu Heiki) - Chapitre 10 : ナベ貸してくれる? (Nabe Kashitekureru?)                                                                             |                   |                   |                  |                   |
| 3 | 17 mars 2006      | 978-4-09-120130-0 | 10 octobre 2007  | 978-2-75-950008-6 |
| Liste des chapitres : - Chapitre 11 : 高1の春 (Kōichi no Haru) - Chapitre 12 : 何で野球部に (Nande Yakyūbu ni) - Chapitre 13 : 誰だ?おまえ (Dare Da? Omae) - Chapitre 14 : いい夢が見れそうだ (Ii Yume ga Miresō Da) - Chapitre 15 : んにゃ. (Nnya.) - Chapitre 16 : 月島青葉 (Tsukishima Aoba) - Chapitre 17 : 面食いなんです (Menkui Nan Desu) - Chapitre 18 : 気が合うな (Ki ga Au na) - Chapitre 19 : 似てるんだ (Niterun Da) - Chapitre 20 : 悪夢じゃ! (Akumu Ja!) |                   |                   |                  |                   |
| 4 | 16 juin 2006      | 978-4-09-120419-6 | 6 février 2008   | 978-2-75-950009-3 |
| Liste des chapitres : - Chapitre 21 : 青葉いる? (Aoba Iru?) - Chapitre 22 : ケチ! (Kechi!) - Chapitre 23 : 何者かね? (Nanimono ka ne?) - Chapitre 24 : はてさて... (Hate sate...) - Chapitre 25 : しまって行こ―― (Shimatte Iko――) - Chapitre 26 : ...なるほど (...Naru Hodo) - Chapitre 27 : ギク! (Giku!) - Chapitre 28 : ダメです (Dame Desu) - Chapitre 29 : どっちの方が (Docchi no Kata ga) - Chapitre 30 : 冗談はよせ (Jōdan wa Yose) |                   |                   |                  |                   |
| 5 | 15 septembre 2021 | 978-4-09-120589-6 | 16 avril 2008    | 978-2-75-950010-9 |
| Liste des chapitres : - Chapitre 31 : 一軍からのお呼び (Ichigun kara no Oyobi) - Chapitre 32 : 許してくれ巻原 (Yurushite Kuru Makihara) - Chapitre 33 : 楽しんでこい (Tanoshinde Koi) - Chapitre 34 : 頭が悪過ぎる (Atama ga Warusugiru) - Chapitre 35 : ニヤニヤするな (Niya Niya Suru na) - Chapitre 36 : 家宅捜索令状? (Katoku Sōsaku Reijō?) - Chapitre 37 : 自身になったろ (Jishin ni Nattaro) - Chapitre 38 : そいつは楽しみだ (Soitsu wa Tanoshimi da) - Chapitre 39 : 幼なじみなら... (Osanajimi nara...) - Chapitre 40 : そんなエースだったら (Sonna Ēsu Dattara) |                   |                   |                  |                   |
| 6 | 16 décembre 2006  | 978-4-09-120697-8 | 18 juin 2008     | 978-2-75-950011-6 |
| Titre du tome : Finn Ames et l'importance de l'amitiéListe des chapitres : - Chapitre 41 : 上等上等! (Jōtō Jōtō!) - Chapitre 42 : 何点? (Nanten?) - Chapitre 43 : 生意気な一年坊主 (Namaiki na Ichinen Bōzu) - Chapitre 44 : 何様かね? (Nani-sama ka ne?) - Chapitre 45 : 兄ちゃん (Nii-chan) - Chapitre 46 : 中学生? (Chūgakusei?) - Chapitre 47 : 東純平 (Azuma Junpei) - Chapitre 48 : 緊張するなア (Kinchōsuru nā) - Chapitre 49 : 理事長!? (Rijichō!?) - Chapitre 50 : 知るわけないだろ (Shiru Wakenai Daro)                                                          |                   |                   |                  |                   |
| 7 | 16 mars 2007      | 978-4-09-121020-3 | 20 août 2008     | 978-2-75-950061-1 |
| Liste des chapitres : - Chapitre 51 : 裏切った (Uragitta) - Chapitre 52 : あいつ (Aitsu) - Chapitre 53 : シンドイな (Shindoi na) - Chapitre 54 : いたのかね? (Ita no ka ne?) - Chapitre 55 : デートなんだから (Dēto Nandakara) - Chapitre 56 : 初夢 (Hatsuyume) - Chapitre 57 : デタラメな話だな (Detarame na Hanashi Da na) - Chapitre 58 : 思い出の... (Omoide no...) - Chapitre 59 : 裏山に遊びに (Urayama no Asobi ni) - Chapitre 60 : トンビに油あげ (Tonbi ni Aburāge)                                                                                               |                   |                   |                  |                   |
| 8 | 18 juin 2007      | 978-4-09-121075-3 | 8 octobre 2008   | 978-2-75-950062-8 |
| Liste des chapitres : - Chapitre 61 : 朝見水輝 (Asami Mizuki) - Chapitre 62 : ほんまかいな (Honma Kai na) - Chapitre 63 : できます (Dekimasu) - Chapitre 64 : それはデマです (Sore wa Dema Desu) - Chapitre 65 : ダッシュ! (Dasshu!) - Chapitre 66 : いい奴かもしんない (Ii Yatsu Kamoshinnai) - Chapitre 67 : パンは3つまで! (Pan wa Mitsu made!) - Chapitre 68 : ダメ?それじゃ (Dame? Sore ja) - Chapitre 69 : 誰だっけ?あいつ (Dare Dakke? Aitsu) - Chapitre 70 : 何はともあれ (Nani wa Tomoare)                                                                        |                   |                   |                  |                   |
| 9 | 18 septembre 2007 | 978-4-09-121170-5 | 17 décembre 2008 | 978-2-75-950063-5 |
| Liste des chapitres : - Chapitre 71 : やめるなよ (Yameruna yo) - Chapitre 72 : 光栄ですね (Kōei Desu ne) - Chapitre 73 : 光なら出来る! (Kō nara Dekiru!) - Chapitre 74 : 当然 (Tōzen) - Chapitre 75 : 10年に一人 (10-nen ni Hitori) - Chapitre 76 : どこがいい? (Doko ga ii?) - Chapitre 77 : ...知ってるよ (...Shitteru yo) - Chapitre 78 : 笑ってねえよ (Waratte nē yo) - Chapitre 79 : ...かもしんない (...Kamoshinnai) - Chapitre 80 : さすがですね (Sasuga Desu ne)                                                                                                   |                   |                   |                  |                   |
| 10 | 15 décembre 2007  | 978-4-09-121230-6 | 4 février 2009   | 978-2-75-950064-2 |
| Liste des chapitres : - Chapitre 81 : 勝負ですか? (Shōbu Desu ka?) - Chapitre 82 : 何人いる? (Nannin Iru?) - Chapitre 83 : 及川! (Oikawa!) - Chapitre 84 : 回りますよ (Mawarimasu yo) - Chapitre 85 : 終わらせようぜ (Owarase yōze) - Chapitre 86 : 抑えますよ (Osaemasu yo) - Chapitre 87 : 狙ってみるか (Neratemiru ka) - Chapitre 88 : だれがァ!? (Dare ga!?) - Chapitre 89 : 11時14分 (Jūichi-ji Jūyon-pun) - Chapitre 90 : 11時15分 (Jūichi-ji Jūgo-fun) |                   |                   |                  |                   |

## Anime
L'adaptation en série télévisée d'animation a été annoncée en janvier 2009 dans le magazine Weekly Shōnen Sunday. Elle est produite par le studio Synergy SP et réalisée par Osamu Sekita avec des musiques de Kotaro Nakagawa. Elle a été diffusée pour la première fois sur TV Tokyo entre le 5 avril 2009 et le 28 mars 2010. La série a ensuite été éditée en DVD à partir du 24 juillet 2009.

## Accueil
Le manga a reçu le prix Shōgakukan dans la catégorie shōnen en 2009. Le premier tome traduit en français a obtenu le Prix Tam-Tam Dlire Manga 2007 décerné au Salon du livre et de la presse jeunesse en Seine-Saint-Denis (salon de Montreuil).